# Godziszów Trzeci
Godziszów Trzeci – wieś w Polsce, w województwie lubelskim, w powiecie janowskim, w gminie Godziszów.
Do 2023 miejscowość była częścią wsi Godziszów.
Od 1 stycznia 2024 formalna siedziba gminy Godziszów.